# Frei Vicente Pinilla
Frei Vicente Pinilla de San Luis Gonzaga (5 de abril de 1870 - 26 de julho de 1936) foi um religioso espanhol da Ordem Agostinha, reconhecido como beato pela Igreja Católica. Nascido em Calatayud, na Espanha, no ano de 1870, ele ingressou na Ordem Agostinha em 1886 e foi ordenado sacerdote em 1893, após ser enviado às Filipinas.
Após seu retorno à Espanha em 1900, Frei Pinilla embarcou para o Brasil em 1902, onde dedicou grande parte de sua vida religiosa. Nos anos de 1920 e 1921, serviu como pároco na Paróquia Santo Antônio de Pádua, localizada em Taiuva, estado de São Paulo.
Em 1927, Frei Pinilla mudou-se para o convento de Motril, onde residiu até sua morte. Tragicamente, em 26 de julho de 1936, durante a Guerra Civil Espanhola, ele e toda uma comunidade de frades Agostinhos Recolectos foram assassinados na cidade de Motril, província de Granada. Os frades foram perseguidos e mortos por sua fé católica e seu compromisso com os mais necessitados.
O martírio de Frei Pinilla e seus companheiros ocorreu quando a igreja e o convento dos padres agostinhos foram incendiados pelas forças republicanas que entraram na cidade naquela trágica madrugada. O edifício foi completamente destruído, e os frades foram fuzilados, embora em momentos distintos.
Em 7 de março de 1999, Frei Vicente Pinilla foi beatificado pelo Papa João Paulo II, em uma cerimônia realizada na Basílica de São Pedro, no Vaticano. Sua festa litúrgica é celebrada em 5 de maio de cada ano.